# Јоже Млакар
Јоже Млакар (Марибор, 14. август 1910 — Марибор, 20. децембар 1961) је био југословенски и словеначки филмски и позоришни глумац. 
| Год.   | Назив               | Улога  |
| ------ | ------------------- | ------ |
| 1950.е |                     |        |
| 1951.  | Кекец               | Розле  |
| 1952.  | Свет на Кајжарју    | Пастир |
| 1955.  | Три приче           | Петрун |
| 1959.  | Три четвртине Сунца | /      |